# انگس یانگ
اَنگِس مک‌کینون یانگ (انگلیسی: Angus McKinnon Young؛ زادهٔ ۳۱ مارس ۱۹۵۵) موسیقی‌دان استرالیایی است که بیشتر به‌عنوان هم‌بنیان‌گذار، گیتاریست اصلی، ترانه‌سرا و تنها عضو ماندگار گروه راک ای‌سی/دی‌سی شناخته می‌شود. او به خاطر نمایش پرانرژی‌اش بر روی سن، شیوهٔ خاص هدبنگ زدن (همراه با پا کوبیدن بر زمین و راه رفتن) و نوع پوشش‌اش (لباس فرم کودکان مدرسه‌ای) در اجراهای زندهٔ گروه شهرت دارد.
مجله رولینگ استون در رده‌بندی سال ۲۰۲۳ از ۲۵۰ گیتاریست برتر تمامی دوران، یانگ را در رتبه ۳۸ قرار داده است. در سال ۲۰۰۳، یانگ و سایر اعضای ای‌سی/دی‌سی وارد تالار مشاهیر راک اند رول شدند.

## درباره

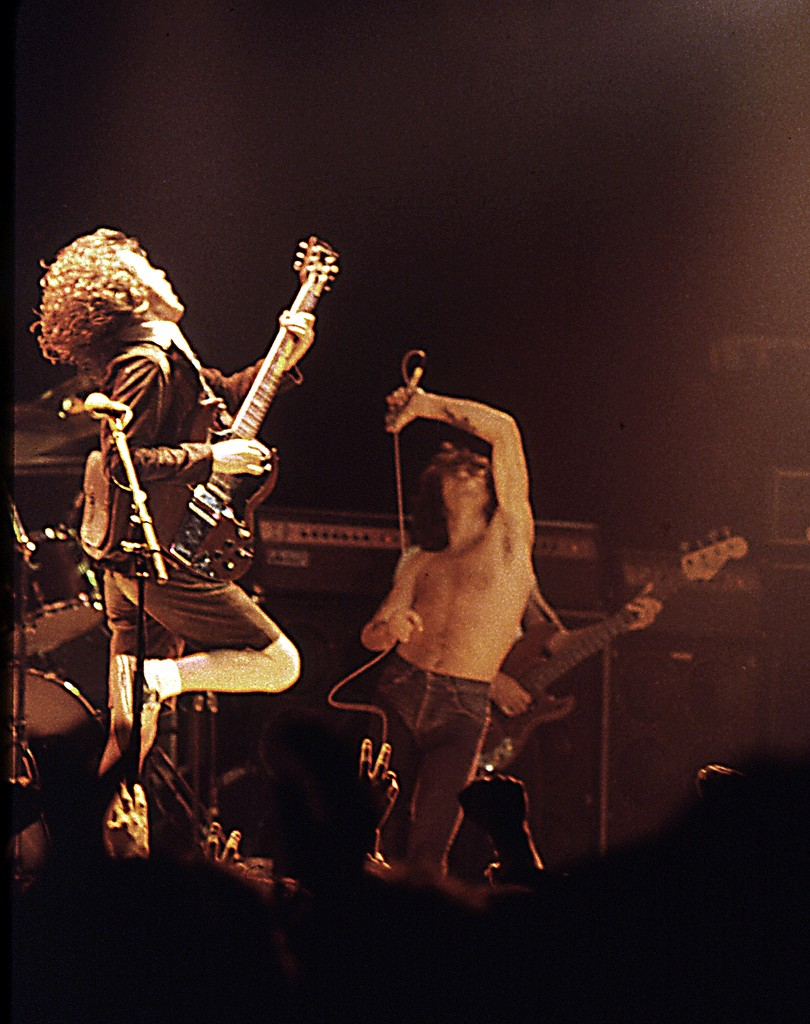
یانگ (چپ) و دان اسکات (راست)

یانگ که فرزند یک خانوادهٔ پرجمعیت با ۷ خواهر و برادر بود در گلاسکو به‌دنیا آمد و در سال ۱۹۶۳ به همراه خانواده‌اش به سیدنی استرالیا مهاجرت کرد. او از پنج سالگی علاقه‌اش را به گیتار نشان داد. البته خود یانگ در آن‌موقع گیتار نداشت، یکی از کودکان محل گیتاری داشت که هر وقت همدیگر را ملاقات می‌کردند با گیتار او می‌نواخت. یانگ اولین گیتارش را که یک ساز آکوستیک خیلی معمولی بود از برادر بزرگ‌ترش هدیه گرفت.
در دوران تحصیل هیچ‌گاه یک دانش‌آموز علاقه‌مند نبود و در ۱۵ سالگی تحصیل را رها کرد و به‌عنوان چاپ‌چی برای یک مجلهٔ مخصوص بزرگسالان شروع به‌کار کرد.
یانگ ابتدا برای گروهی به نام Kantuckee به نوازندگی پرداخت و در سال ۱۹۷۳ زمانی که ۱۸ ساله بود به همراه برادر بزرگش مالکوم ای‌سی/دی‌سی را بنیان گذاشتند. آن‌ها عنوان AC/DC را از روی نوشتهٔ بدنهٔ چرخ خیاطی خواهرشان به‌عنوان نام گروه انتخاب کردند.
ای‌سی/دی‌سی بزودی با ترکیب اَنگِس یانگ (لیدگیتار)، مالکوم یانگ (لید گیتار)، کالین برگرز (درامز)، لری ون کریدت (باس) و دیو اوانس (خواننده) کارش را شروع کرد. اولین تک‌آهنگ ای‌سی/دی‌سی «من می‌تونم کنارت بشینم دختر؟» بود که بعدها با اجرای بان اسکات (خوانندهٔ بعدی گروه) هم دوباره ضبط شد.
تا قبل از این‌که انگس یانگ یونیفورم مدرسه‌ای معروف را به‌عنوان لباس خود در اجراهای زندهٔ گروه انتخاب کند، به شکل‌های دیگری مانند اسپایدرمن، زورو، گوریل و سوپرمن روی صحنه ظاهر شده بود و به خاطر این آخری به سوپر-انگ نیز معروف شد. ایدهٔ پوشیدن لباس کودکان مدرسه‌ای از سوی خواهر انگس به او پیشنهاد شد و طرح لباس از روی لباس فرم دبیرستان پسرانهٔ اَشفایلد سیدنی برداشته شده که دومین مدرسه‌ای است که یانگ در آن‌جا تحصیل کرده است.